# When We Are in Need
"When We Are in Need" es el octavo episodio de la primera temporada de la serie de televisión de drama postapocalíptico estadounidense The Last of Us. Escrita por el cocreador de la serie Craig Mazin y dirigida por Ali Abbasi, se emitió en HBO el 5 de marzo de 2023. En este episodio, Ellie (Bella Ramsey) intenta proteger a Joel (Pedro Pascal). Se encuentra con un grupo de supervivientes liderado por un predicador, David (Scott Shepherd), que quiere vengarse de Joel y muestra interés en Ellie.
El episodio se filmó en febrero de 2022 en Alberta. Troy Baker, quien interpretó a Joel en los videojuegos en los que se basa la serie, apareció como estrella invitada como James; los cocreadores Mazin y Neil Druckmann consideraron importante su inclusión debido a su proximidad a los juegos. El episodio recibió críticas positivas, con elogios por su dirección, cinematografía y actuaciones de Ramsey y Shepherd, aunque algunos críticos encontraron su ritmo apresurado. Fue visto por 8,1 millones de espectadores en su primer día. Ramsey fue nominada a Mejor Actriz Principal en una Serie Dramática en los 75º Premios Primetime Emmy por su actuación en el episodio.

## Trama
Después de descubrir que la herida de Joel está infectada, Ellie se aventura a buscar comida. Después de disparar y matar a un ciervo, se encuentra con 2 hombres llamados David y James. Ella hace un trato para intercambiar la mitad del ciervo por penicilina, que James regresa al campamento para obtener. Mientras tanto, David, un predicador, explica que era profesor de niños de la misma edad que Ellie y que encontró a Dios después del brote. Ahora es el líder de su grupo de supervivientes. Revela que el hombre que Joel mató en Colorado  era miembro de su grupo. Ellie huye después de que James le da la penicilina por orden de David.
Ellie regresa con Joel y le inyecta penicilina. Al día siguiente, ve a David y James con un grupo de hombres que buscan venganza contra Joel. Ella le da a Joel un cuchillo y le advierte del peligro antes de huir a caballo para alejarlos de Joel, pero es capturada después de que James dispara y mata a su caballo. David la coloca en una jaula en su campamento. Después de que Ellie nota una oreja humana en el suelo, David admite que ha estado alimentando a su grupo con la carne de sus difuntos. Él le dice que admira sus fortalezas y la violencia de su corazón. Él le acaricia la mano a través de los barrotes de la jaula e intenta convencer a Ellie de que deberían comenzar una relación, pero ella le rompe el dedo en un intento fallido de robarle las llaves. Mientras tanto, Joel despierta y mata a uno de los hombres de David, luego tortura y mata a dos más para descubrir el paradero de Ellie.
Ellie muerde a David mientras él y James se preparan para matarla. Antes de que puedan matarla, ella les dice que está infectada, mostrándole su marca de mordedura. Mientras discuten sobre si esto es un truco, Ellie mata a James con el cuchillo de carnicero y escapa. Mientras David la persigue, ella prende fuego al restaurante de carnes. Ella lo apuñala con un cuchillo de cocina, pero él la domina e intenta violarla. Ellie agarra el cuchillo de carnicero caído de David y lo mata en un ataque frenético. Una Ellie traumatizada deambula por la calle. Ella entra en pánico cuando Joel la abraza, sin reconocerlo inmediatamente. Joel consuela a Ellie y se alejan.

## Producción

### Concepción y escritura
"When We Are in Need" fue escrita por Craig Mazin, cocreador de la serie y dirigida por Ali Abbasi.   Abbasi fue anunciado como uno de los directores del programa en abril de 2021.  Mazin decidió abrir el episodio con David leyendo Apocalipsis 21 en relación con el nuevo mundo que supera al antiguo y lidiando con el dolor y la tragedia.  La escena en la que David y James intentan matar a Ellie fue escrita de manera similar al juego, ya que Mazin la encontró "tan visceral".
La decisión de mover el reencuentro de Joel y Ellie fuera del restaurante (en lugar de adentro, como en el juego) fue en parte lógica (el fuego y el candado habrían impedido que Joel entrara) y en parte para demostrar la capacidad de Ellie de salvarse físicamente antes de que Joel la salve emocionalmente. El cocreador de la serie, Neil Druckmann, quien escribió y codirigió el videojuego en el que se basa la serie, sintió que la efectividad de la serie, como del juego, dependía de que el espectador sintiera la emoción entre Joel y Ellie en la conclusión; lo consideró efectivo, ya que lloró profundamente mientras veía el episodio. 

### Reparto y personajes
Bella Ramsey, quien interpreta a Ellie, encontró la producción del episodio "agotador", pero uno de sus favoritos en el set.  Sostuvieron un rifle real en el episodio y lucharon con su peso; algunos de estos momentos se incluyeron en el episodio para reflejar la lucha de Ellie.  Ramsey sintió que Ellie estaba intentando imitar a Joel en esas escenas, particularmente en su manejo del arma y sus intentos de sonar dura.  Para la escena en la que Ellie mata a David, Ramsey dijo que Ellie "aprende que realmente tiene esta capacidad para la violencia", que finalmente expresa; pensaron que Ellie "se asusta porque se siente bien".  Ramsey consideró que fue un punto de inflexión para Ellie y sintió que el personaje sufriría un trastorno de estrés postraumático como resultado de su experiencia. 

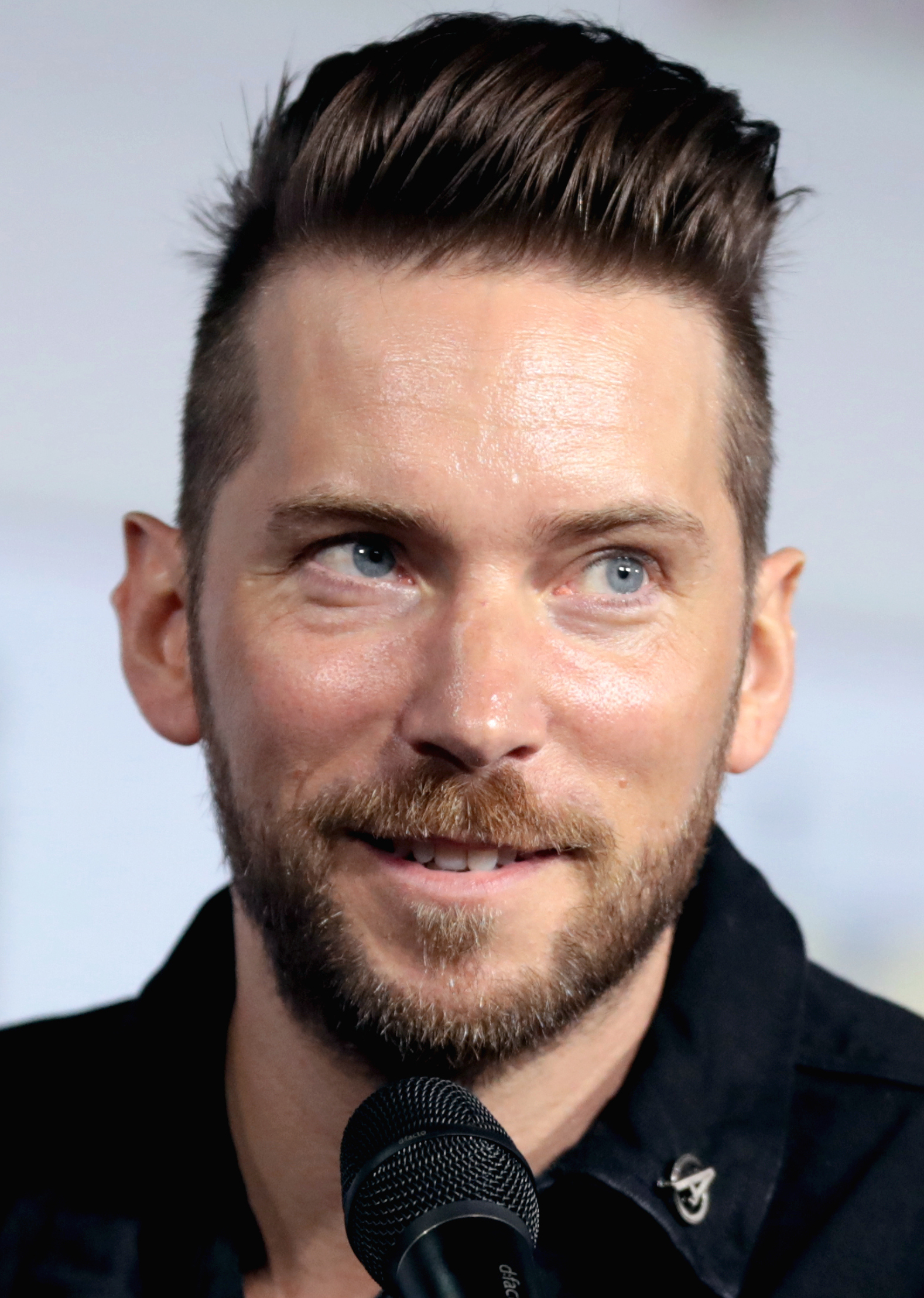
Troy Baker, quien interpretó a James en "When We Are in Need", interpretó a Joel en los videojuegos.

En junio de 2022, Druckmann anunció que Troy Baker, quien interpretó a Joel en los videojuegos, aparecería en la serie;  el nombre de su personaje se reveló en diciembre.  Mazin y Druckmann consideraron que la inclusión de Baker en la serie era importante debido a su proximidad a los juegos;  mientras tanto, Baker nunca asumió que estaría involucrado en la serie,  excepto quizás como un cameo como un clicker.  Cuando Mazin y Druckmann se acercaron a él, Baker inicialmente no recordaba a James de los juegos;  se sorprendió por la importancia del personaje al leer el guion. 
Baker no quería retratar a James como un villano, sino como alguien con verdad y empatía,  lo cual se refleja en su incapacidad para dispararle a Ellie cuando se le pedía.  Consideraba a James un pragmático que cree que "David es el diablo" y, como resultado, quiere permanecer en su lado bueno;  cuando las capacidades de Ellie amenazan con usurpar la posición de James junto a David, se pone a la defensiva.  Abbasi le indicó a Baker que rezara en la escena inicial, pero Baker sugirió lo contrario, señalando que James "piensa que todo es una tontería".  Sintió que James probablemente se estaba preparando para ingresar a la policía cuando ocurrió el brote, lo que respalda su experiencia con armas y demostraciones de moralidad.
Antes del anuncio de la elección de Scott Shepherd como David, los rumores apuntaban a que Baker interpretaría al personaje, pero él sentía que "habría sido demasiado obvio".   El casting de Shepherd se reveló en el primer tráiler en diciembre de 2022.  Druckmann sintió que la serie permitía una mirada más profunda a las complejidades del personaje que el juego;  él y Mazin querían humanizar a David en sus interacciones iniciales con Ellie, antes de revelar más de sus verdaderas acciones cuando abofetea a una niña.  Druckmann encontró que el objetivo de David de producir descendencia a través de la violencia era representativo de algunas religiones organizadas, y Mazin señaló que su objetivo de "asegurar un futuro" reflejaba las ideologías de los supremacistas blancos.  

### Rodaje
Nadim Carlsen trabajó como director de fotografía del episodio. La producción se llevó a cabo en Okotoks, Alberta, a principios de 2022, con trabajos preparatorios del 31 de enero al 6 de febrero, incluida la adición de árboles, césped y nieve. El área estuvo cerrada al público desde el 4 de febrero y la filmación se realizó del 7 al 12 de febrero, con algunas alteraciones del tráfico. La limpieza tuvo lugar del 13 al 15 de febrero.    Se vieron caballos falsos en el set.  Los residentes de Okotoks notaron que la producción generó un aumento en los negocios en el área,  con 28 negocios con tiendas físicas respaldados por la producción, lo que generó CA$18,000 en ingresos para la ciudad.  Se utilizaban tres o cuatro grandes abanicos para imitar las fuertes nevadas; la temperatura rondaba los −17 grados Celsius (1,4 °F).  La producción se trasladó al Parque Nacional Waterton Lakes del 14 al 18 de febrero,  con vehículos en el set con matrículas de Colorado.  La producción se llevó a cabo durante el invierno mientras el parque estaba cerrado, y se utilizaron algunos interiores de las cabañas.  El diseñador de producción John Paino y su equipo construyeron el restaurante de carnes donde David predica; Paino quería que su simetría reflejara una iglesia.

## Recepción

### Transmisión y audiencia
El episodio se emitió en HBO el 5 de marzo de 2023.  El episodio tuvo 8.1 millones de espectadores en Estados Unidos en su primera noche, incluyendo espectadores lineales y transmisiones en HBO Max, un aumento del 74 por ciento con respecto al episodio de estreno.  En televisión lineal, tuvo 1,039 millones de espectadores, con un share de rating de 0,30.

### Respuesta crítica
En el agregador de reseñas Rotten Tomatoes, "When We Are in Need" tiene un índice de aprobación del 96 por ciento basado en 28 reseñas, con una calificación promedio de 8.4/10. El consenso crítico del sitio web dice: «Scott Shepherd minimiza con frialdad la personificación del mal, logrando un efecto escalofriante en... un capítulo horroroso que demuestra que los zombis fúngicos no son necesarios para que esta serie infunda terror».  Steve Greene de IndieWire elogió la cinematografía del episodio, particularmente la tensión añadida de los primeros planos y el enfoque en la reacción de Ellie mientras mata a David.  Simon Cardy de IGN comparó la cinematografía con los westerns pintorescos y las películas de terror modernas, y elogió la banda sonora de Gustavo Santaolalla durante el escape a caballo de Ellie y el diseño de producción del campamento de David. 
Las actuaciones de Ramsey y Shepherd recibieron elogios particulares;    Ramsey fue nominada a Mejor Actriz Principal en una Serie Dramática en los 75º Premios Primetime Emmy por su actuación en el episodio.  Bernard Boo, de Den of Geek, elogió la capacidad de Ramsey para representar dureza manteniendo al mismo tiempo la vulnerabilidad,  y Gene Park, de The Washington Post escribió que su actuación "debería borrar finalmente" cualquier duda restante sobre su capacidad.  Sean Keane de CNET calificó la actuación de Shepherd como "carismática",  y Cardy de IGN lo consideró un adversario efectivo frente a Ramsey.  Greene de IndieWire elogió la capacidad de Shepherd para decir líneas que de otro modo serían estereotipadas;  David Cote de The AV Club escribió que su actuación "es magistral en su encanto irónico y discreto".  Tom Chang, de Bleeding Cool de sintió que Ramsey y Shepherd no pudieron igualar las actuaciones de Ashley Johnson y Nolan North del juego como Ellie y David, respectivamente, debido al ritmo del guion, pero escribió que "hicieron lo mejor que pudieron con lo que tenían para trabajar".  La actuación de Pedro Pascal como Joel fue bien recibida por su representación tanto de la ira como de la ternura.
Greene de IndieWire elogió la ambigüedad introducida a través de la escritura de Mazin.  Cardy de IGN consideró que las adiciones contextuales del episodio justificaban la adaptación del juego.  Darren Mooney, de The Escapist, descubrió que Mazin usaba tropos comunes de manera efectiva para enriquecer temas y personajes.  Cote, del AV Club, alabó la horrorosa construcción del episodio, atribuyéndola a la escritura de Mazin y la dirección de Abbasi;  Aaron Bayne, de Push Square, apreció la representación realista y estéril del grupo de David.  Noel Murray del New York Times admiró el realismo de la confusión de Ellie con la penicilina.  Varios críticos consideraron que el episodio fue apresurado;   Chang de Bleeding Cool sintió que hubiera sido más efectivo como una serie de dos partes para permitir más tiempo para construir la personalidad de David.  Bradley Russell, de Total Film, opinó que los últimos 15 minutos se vieron afectados por el ritmo apresurado, ya que rehicieron efectivamente las escenas del videojuego.  Boo, de Den of Geek, dijo que la historia carecía del impacto dramático del juego, considerando que los matices religiosos eran innecesarios, la caracterización de David incongruente y la revelación del canibalismo demasiado brusca. 
El actor Rainn Wilson criticó el episodio, acusándolo de sesgo anticristiano y añadiendo que le gustaría ver "a un predicador que lea la Biblia en un programa que sea realmente cariñoso y amable" para reflejar su propia experiencia con los cristianos; el propio Wilson es miembro de la Fe Baháʼí.  Algunos líderes cristianos apoyaron su sentimiento,  aunque algunos periodistas no estuvieron de acuerdo, citando el abuso sexual en la Iglesia Católica, la influencia de la derecha cristiana en la política moderna y el hecho de que David no es en realidad un cristiano por convicción, sino un charlatán que usa el cristianismo para controlar a sus seguidores.  